# Шушмабаш
Шушмаба́ш (тат. Шушмабаш) — село в Арском районе Республики Татарстан, административный центр Шушмабашского сельского поселения.

## География
Село находится на реке Шошма, в 38 км к северу от районного центра, города Арска.

## История
В окрестностях села выявлен археологический памятник – Шушмабашская стоянка (период мезолита).
Село известно с 1678 года. В дореволюционных источниках упоминается также под названием Деревня по обе стороны речки Шошмы.
В XVIII — первой половине XIX веков жители относились к категории государственных крестьян. Основные занятия жителей в этот период – земледелие и скотоводство, были распространены шерстобитный и рогожный промыслы.
В «Списке населенных мест по сведениям 1859 года», изданном в 1866 году, населённый пункт упомянут как казённая деревня Шошмабаш (По обе стороны речки Шошмы) 2-го стана Казанского уезда Казанской губернии. Располагалась при речке Шошме, по правую сторону большого торгового тракта из Казани в Уржум, в 70 верстах от губернского города Казани и в 25 верстах от становой квартиры в заштатном городе Арске. В деревне в 35 дворах жили 265 человек (128 мужчин и 137 женщин). Была мечеть.
В начале XX века в селе функционировали мечеть, 2 водяные мельницы, кузница, солодовенный завод. В этот период земельный надел сельской общины составлял 1272,7 десятины.
До 1920 года село входило в Мамсинскую волость Казанского уезда Казанской губернии. С 1920 года в составе Арского кантона ТАССР. В 1930 году в селе организован колхоз «Шушма». С 10 августа 1930 года в Тюнтерском, со 2 марта 1932 года в Балтасинском, с 10 февраля 1935 года в Кзыл-Юлском, с 18 июля 1956 года в Тукаевском, с 1 февраля 1963 года в Арском районах.

## Население
| 1859 | 1897 | 1908 | 1920 | 1926 | 1938 | 1949 | 1958 | 1970 | 1979 | 1989 | 2002 | 2010 | 2015 |
| ---- | ---- | ---- | ---- | ---- | ---- | ---- | ---- | ---- | ---- | ---- | ---- | ---- | ---- |
| 265  | 608  | 708  | 696  | 615  | 637  | 528  | 525  | 947  | 957  | 929  | 992  | 994  | 1010 |

Национальный состав села: татары.

## Экономика
Жители села работают преимущественно в сельскохозяйственном предприятии «Северный», занимаются полеводством, мясо-молочным скотоводством.

## Объекты образования, культуры и медицины
В селе действуют средняя школа (с 1923 года), детский сад (с 1972 года), культурно-спортивный центр, библиотека, врачебная амбулатория.

## Религиозные объекты
Мечеть (с 2005 года).